# Muchajjam Silwad
Muchajjam Silwad (arab. ‏مخيم سلواد‎) – obóz dla uchodźców w Palestynie, w muhafazie Ramallah i Al-Bira. Według danych szacunkowych Palestyńskiego Centralnego Biura Statystycznego w 2016 roku obóz liczył 489 mieszkańców.